# Sieversdorf-Hohenofen
Sieversdorf-Hohenofen es un municipio situado en el distrito de Prignitz Oriental-Ruppin, en el estado federado de Brandeburgo (Alemania), a una altitud de 30 metros. Su población a finales de 2016 era de unos 700 habs. y su densidad poblacional, 40 hab/km².